# A.C.D. Petersen
Anton Christian Dines Petersen (3. april 1880 på Forhåbningslund ved Ringe – 8. august 1955) var en dansk proprietær og politiker.
A.C.D. Petersen var søn af proprietær F.H. Petersen, Forhåbningslund (død 1917) og hustru f. Hansen (død 1932) og blev født på en slægtsgård i Ringe, hvor der var et levende politisk liv. Faderen og hans slægt var højrefolk, men moderen og hendes slægt sluttede sig til den levende grundtvigske Ryslinge-kreds. A.C.D. Petersen blev elev på Ryslinge Folkehøjskole 1896-1902 og gik landbrugsvejen. I 1902 overtog han slægtsgården.
Han var sognerådsmedlem 1917-29 og 1943-46 og 11. april 1924 blev Petersen valgt til folketingsmand i Faaborgkredsen for Det Konservative Folkeparti. Her blev han valgt uafbrudt indtil 1943. Han lagde vægt på den fri personlighedsudfoldelse i åndelige og materielle forhold. Det centrale i hans tilværelse var fædrenegården og hans politik for at værne ejendomsretten. På Rigsdagen blev af sit parti udnævnt til statsrevisor 1934, og betroet mange større ordførerskaber. Han var således næstformand i Det konservative Folkepartis amtsorganisation i Svendborg Amt 1932-46 og i den konservative Folketingsgruppe 1940-43, medlem af Det konservative Folkepartis hovedbestyrelse 1941-43, medlem af Statsregnskabskommissionen 1934-46, medlem af Kommissionen af 1937 (om ændring i skovbrugsundervisningen) og medlem af tilsynsrådet for Statens Sindssygehospitaler 1939-43.
A.C.D. Petersen var desuden medlem af bestyrelsen for Akts. Ringe Hotel 1916-39, medlem af Svendborg Amts landøkonomiske Selskabs planteavlsudvalg 1905, dets formand 1910-21, formand for Svendborg Amts landøkonomiske Selskab 1921-27, medlem af Svendborg Amts Kapiteltakstnævn til 1936, medlem af bestyrelsen for Tolvmandsforeningernes Handelskontor 1930-38, æresmedlem af Marstal Skipperforening fra 1925, medlem af hovedbestyrelsen for Personlig Friheds Værn fra 1937 og af hovedbestyrelsen -for Dansk Arbejde fra 1942 samt vurderingsformand i Landbygningernes almindelige Brandforsikring fra 1918. Han var Ridder af Dannebrog og Dannebrogsmand.